# Larry D. Mann
Larry D. Mann (Toronto, Ontario, 18 de diciembre de 1922 - Los Ángeles, California, 6 de enero de 2014) fue un actor canadiense.

## Biografía
Antes de su carrera como actor, era un disc jockey en radio 1050 CHUM en Toronto en 1949. Su exposición a la televisión canadiense más conocida fue en una serie de comerciales de Bell Canada llamado "El Jefe", en la que interpretó el papel del título durante diez años a partir de 1981. Su hermano era Paul Mann, nominado al Globo de Oro por las películas América, América y El violinista en el tejado.
La carrera de Mann abarcó cuatro décadas. Llegó por primera vez a la atención de la audiencia de CBC en 1953 cuando él bromeó un poco con el títere Uncle Chichimus en el programa Let's See. Según un artículo de Archivos CBC, Mann consiguió el trabajo cuando su amigo, el actor Don Harron, lo recomendó al productor Norman Jewison. Aparte de su trabajo en CBC, apareció en más de 20 películas, con papeles en El golpe y en In the Heat of the Night.
En la televisión, sus créditos se incluyen en Gunsmoke, Bewitched, Hogan's Heroes, Green Acres y Hill Street Blues.
Murió de causas naturales el 6 de enero de 2014 en Los Ángeles. Tenía 91 años de edad.

## Filmografía

### Películas
| Año  | Título                                           | Personaje                                     | Notas              |
| ---- | ------------------------------------------------ | --------------------------------------------- | ------------------ |
| 1958 | Flaming Frontier                                 | Bradford                                      |                    |
| 1963 | The Quick and the Dead                           | Parker                                        |                    |
| 1963 | Spencer's Mountain                               | Hermano de Spencer                            | No acreditado      |
| 1964 | Robin and the 7 Hoods                            | Trabajador                                    | No acreditado      |
| 1964 | Kisses for My President                          | Guía                                          | No acreditado      |
| 1965 | Willy McBean and his Magic Machine               | Profesor von Rotten                           | Voz                |
| 1965 | Harlow                                           | Editor                                        | No acreditado      |
| 1966 | The Singing Nun                                  | Sr. Duvries                                   |                    |
| 1966 | The Russians Are Coming, the Russians Are Coming | Hombre con gato                               | No acreditado      |
| 1966 | The Daydreamer                                   |                                               |                    |
| 1966 | The Appaloosa                                    | Sacerdote                                     |                    |
| 1966 | Dead Heat on a Merry-Go-Round                    | Oficial Howard                                |                    |
| 1966 | The Swinger                                      | John Mallory                                  |                    |
| 1967 | A Covenant with Death                            | Chillingworth                                 |                    |
| 1967 | Caprice                                          | Inspector Kapinsky                            |                    |
| 1967 | Rough Night in Jericho                           | Purley                                        | No acreditado      |
| 1967 | The Perils of Pauline                            | Padre del príncipe Benji                      | No acreditado      |
| 1967 | In the Heat of the Night                         | Watkins                                       |                    |
| 1968 | The Wicked Dreams of Paula Schultz               | Grossmeyer                                    |                    |
| 1968 | Bullitt                                          |                                               | Voz, no acreditado |
| 1969 | Angel in My Pocket                               | Obispo Mornschild                             |                    |
| 1970 | The Liberation of L.B. Jones                     | Grocer                                        |                    |
| 1970 | There Was a Crooked Man ...                      | Harry                                         |                    |
| 1970 | The Wild Country                                 | El Marshal                                    | No acreditado      |
| 1971 | Scandalou John                                   | Bartender                                     |                    |
| 1972 | Get to Know Your Rabbit                          | Sr. Seager                                    |                    |
| 1973 | Kloot's Kounty                                   | Crazywolf                                     | Voz                |
| 1973 | Pay Your Buffalo Bill                            | Crazywolf / Big Red                           | Voz                |
| 1973 | Ten Miles to Gallop                              | Crazywolf                                     | Voz                |
| 1973 | Charley and the Angel                            | Felix                                         |                    |
| 1973 | Oklahoma Crude                                   | Deke Watson                                   |                    |
| 1973 | The Sting                                        | Sr. Clemens (Conductor de tren)               |                    |
| 1973 | Treasure Island                                  | Dr. Livesey                                   | Voz                |
| 1973 | Cotter                                           |                                               |                    |
| 1974 | Gold Stuck                                       |                                               | Voz                |
| 1974 | The Badge and the Beautiful                      | Townspeople / Bartender / Priest / Lauri Be   | Voz                |
| 1974 | By Hoot or By Brook                              | El zorro / entrenador de conducción / Guardia | Voz                |
| 1974 | Big Beef at the O.K. Corral                      | Billy the Kidder                              | Voz                |
| 1974 | Saddle Soap Opera                                | Juez Sayabe / Empleado de hotel               | Voz                |
| 1974 | Mesa Trouble                                     | Townspeople                                   | Voz                |
| 1974 | Black Eye                                        | Reverendo Avery                               |                    |
| 1974 | Oliver Twist                                     |                                               | Voz                |
| 1976 | Death Riders                                     |                                               |                    |
| 1976 | Pony Express Rider                               | Blackmore                                     |                    |
| 1980 | The Octagon                                      | Tibor                                         |                    |
| 1980 | A Snow White Christmas                           | Espejo                                        | Voz                |

### Cortometrajes animados
| Año       | Título         | Personaje       | Notas |
| --------- | -------------- | --------------- | ----- |
| 1969-1972 | Tijuana Toads  | Crazylegs Crane | Voz   |
| 1972-1974 | The Blue Racer | Blue Racer      | Voz   |

### Series de televisión
| Año       | Título                                                 | Personaje                                                                                   | Notas                                                        |
| --------- | ------------------------------------------------------ | ------------------------------------------------------------------------------------------- | ------------------------------------------------------------ |
| 1954      | Ad and Lib                                             |                                                                                             |                                                              |
| 1954-1959 | Howdy Doody                                            |                                                                                             |                                                              |
| 1957-1958 | Last of the Mohicans                                   |                                                                                             |                                                              |
| 1956-1957 | The Barris Beat                                        |                                                                                             |                                                              |
| 1958-1959 | The Adventures of Chich                                |                                                                                             |                                                              |
| 1958-1959 | Here's Duffy                                           |                                                                                             |                                                              |
| 1961      | Tales of the Wizard of Oz                              | Rusty (el hombre de lata) / la bruja mala del oeste                                         | Voz                                                          |
| 1961      | The New Adventures of Pinocchio                        | Fozy Q. Fibble                                                                              | Voz                                                          |
| 1965-1969 | Bewitched                                              |                                                                                             | Invitado en varias ocasiones                                 |
| 1965      | The Big Valley                                         | Jake Kyles                                                                                  | Invitado en episodio: "The Murdered Party"                   |
| 1966      | My Favourite Martian                                   | Butterball                                                                                  | Invitado (T3: Ep 22)                                         |
| 1966      | Get Smart                                              | Victor Slade                                                                                | Invitado                                                     |
| 1966      | Shane                                                  | Harve Hanes                                                                                 | Invitado                                                     |
| 1966      | Hogan's Heroes                                         | Dr. Vanetti                                                                                 | Invitado                                                     |
| 1966      | The Iron Horse                                         | Kellam                                                                                      | Invitado, episodio: "A Dozen Ways to Kill a Man"             |
| 1966-1967 | The Man From U.N.C.L.E.                                |                                                                                             | Invitado varias veces                                        |
| 1967      | Hogan's Heroes                                         | SS General Brenner                                                                          | Invitado                                                     |
| 1967-1968 | Accidental Family                                      | Marty Warren                                                                                | 11 Episodios                                                 |
| 1967      | The Green Hornet                                       | Dr. Eric Mabouse (científico loco)                                                          | Episodios 25 y 26: "Invasion from Outer Space": Pares 1 y 2" |
| 1967      | Dragnet 1967                                           | Pete Benson                                                                                 |                                                              |
| 1967      | I Spy                                                  | Arbuckle                                                                                    | Invitado en episodio: "Night Train to Madrid"                |
| 1967-1973 | Gunsmoke                                               |                                                                                             | Invitado en varios papeles                                   |
| 1968      | The Guns of Will Sonnett                               | Mort Lucas                                                                                  | Invitado en episodio: "Guilt"                                |
| 1968      | Mannix                                                 | Orlando Quinn                                                                               | Invitado en episodio: "To Kill a Writer"                     |
| 1968      | It Takes a Thief                                       | Dedier                                                                                      | Invitado en episodio: "The Lay of the Land"                  |
| 1969      | It Takes a Thief                                       | Achille Morales                                                                             | Invitado en episodio: "The Baranoff Timetable"               |
| 1969      | Hogan's Heroes                                         | Igot Illych Zagoskin                                                                        | Invitado                                                     |
| 1970-1971 | Green Acres                                            | Varios papeles incluyendo a crooked real estate con-man Lawrence David en el episodio final | Invitado                                                     |
| 1970      | Sabrina and the Groovy Ghoulies                        |                                                                                             |                                                              |
| 1971      | Bonanza                                                | Alex Steiner                                                                                | Invitado en episodio: "An Earthquake Called Callahan"        |
| 1972      | Mod Squad                                              | Harry Burns                                                                                 | Invitado en episodio: "Can You Hear Me Out There?"           |
| 1971-1974 | Dr. Simon Locke                                        | Cirujano de la policía                                                                      |                                                              |
| 1976      | The Pink Panther Laugh and a Half Hour and a Half Show |                                                                                             | Voz                                                          |
| 1976-1985 | Walt Disney's Wonderful World of Color                 | En varios papeles                                                                           | Invitado                                                     |
| 1978      | Quincy, M.E.                                           | Dr. Jones                                                                                   | Episodio: "Ashes to Ashes"                                   |
| 1978      | How the West Was Won                                   | Sr. Pennington                                                                              | Invitado                                                     |
| 1978      | Fangface                                               |                                                                                             | Voz                                                          |
| 1979      | The Plastic Man Comedy/Adventure Show                  |                                                                                             | Voz                                                          |
| 1981      | Dukes of Hazzard                                       | Boss J.W. Hickman                                                                           |                                                              |
| 1981-1987 | Hill Street Blues                                      | Juez Lee Oberman                                                                            |                                                              |
| 1983      | The All-New Scooby and Scrappy-Doo Show                |                                                                                             | Voz                                                          |
| 1990      | MacGyver                                               | Cap. Ion Cuzo                                                                               | Invitado en episodio: "Humanity"                             |
| 1989      | The Pink Panther and Friends                           |                                                                                             | Voz                                                          |
| 1985      | MacGyver                                               | Daniel Sims                                                                                 | Invitado en episodio: "The Heist"                            |

### Películas de televisión y especiales
| Año  | Título                                      | Personaje                              | Notas |
| ---- | ------------------------------------------- | -------------------------------------- | ----- |
| 1964 | Rudolph the Red Nosed Reindeer              | Yukon Cornelius                        | Voz   |
| 1964 | Return to Oz                                | Rusty Tinman y la bruja mala del oeste | Voz   |
| 1971 | Dead Men Tell No Tales                      |                                        |       |
| 1971 | Do Not Fold, Spindle, or Mutilate           |                                        |       |
| 1977 | Columbo: Murder Under Glass                 |                                        |       |
| 1980 | A Snow White Christmas                      |                                        | Voz   |
| 1981 | Dennis the Menace in Mayday for Mother (TV) | Sr. Wilson                             | Voz   |
| 1991 | Love, Lies and Murder (TV)                  |                                        |       |